# Stanisław Łach (historyk)
Stanisław Łach (ur. 1 maja 1938 w Nozdrzcu) – polski historyk, specjalizujący się w najnowszej historii Polski; działacz opozycji antykomunistycznej w PRL; nauczyciel akademicki związany z Akademią Pomorską w Słupsku; polityk.

## Życiorys
Urodził się w 1938 w Nozdrzcu w powiecie brzozowskim w województwie podkarpackim. Po ukończeniu kolejno szkoły podstawowej i średniej podjął studia historyczne na Wydziale Filozoficzno-Historycznym Uniwersytetu Adama Mickiewicza w Poznaniu, które ukończył w 1969 zdobyciem tytułu zawodowego magistra. Na uczelni tej uzyskał także stopnie naukowe: doktora i w 1983 doktora habilitowanego nauk humanistycznych w zakresie historii na podstawie pracy pt. Osadnictwo wiejskie na ziemiach zachodnich i północnych Polski po II wojnie światowej. Tytuł profesora nauk humanistycznych uzyskał w 1998 z rąk prezydenta Polski Aleksandra Kwaśniewskiego.
Od 1974 pracuje jako wykładowca w randze profesora zwyczajnego, od 1998 w Zakładzie Historii (obecnie Instytut Historii i Politologii) Wyższej Szkoły Pedagogicznej w Słupsku (obecnie Akademia Pomorska). Na uczelni tej w czasie stanu wojennego został odwołany ze stanowiska prodziekana Wydziału Humanistycznego w styczniu 1982 i zwolniony z pracy za działalność opozycyjną. Pełnił na słupskiej uczelni w latach 1991–1996 funkcję dyrektora Instytutu Historii, a od 1993 do 1994 rektora tej uczelni.

### Działalność polityczna
Od końca lat 60. do 1980 należał do PZPR. W 1980 przystąpił do NSZZ „Solidarność”, był delegatem na I Krajowy Zjazd Delegatów w Gdańsku, członkiem Zarządu Regionu Słupsk NSZZ „Solidarność”. W latach 1990–1991 należał do Porozumienia Centrum. W wyborach parlamentarnych w 1993 bez powodzenia ubiegał się o mandat senatorski z ramienia NSZZ „Solidarność”. W 1998 zdobył mandat radnego sejmiku pomorskiego z listy Akcji Wyborczej Solidarność. Jako członek Porozumienia Polskich Chrześcijańskich Demokratów w 2001 bezskutecznie kandydował do Sejmu z listy Akcji Wyborczej Solidarność Prawicy. W 2002 bez powodzenia ubiegał się o reelekcję do sejmiku z listy Ligi Polskich Rodzin, do której w 2003 wstąpił. Z jej listy ponownie bez powodzenia ubiegał się o mandat poselski w wyborach parlamentarnych w 2005.

## Dorobek naukowy
W swoich pracach zajmuje się głównie działalnością Polskiego Stronnictwa Ludowego na Pomorzu, bada dzieje "Solidarności" Regionu Słupsk. Do jego najważniejszych publikacji należą:
- Przemiany społeczno-polityczne na Pomorzu Zachodnim (1945–1950), Poznań 1978.
- Osadnictwo wiejskie na ziemiach zachodnich i północnych Polski w latach 1945–1950, Słupsk 1983.
- Rolnictwo na Pomorzu Zachodnim w latach 1945–1949, Słupsk 1985.
- Przekształcenia ustrojowo-gospodarcze w rolnictwie ziem zachodnich i północnych w latach 1945–1949, Słupsk 1992.
- Polskie Stronnictwo Ludowe w latach 1945–1947, Gdańsk 1995.
- Osadnictwo miejskie na ziemiach odzyskanych w latach 1945–1950, Słupsk 1996.
- Polskie Stronnictwo Ludowe w konfrontacji z władzą komunistyczną na Pomorzu Zachodnim w latach 1945–1947, Słupsk 2001.
- Niezależny Samorządny Związek Zawodowy "Solidarność" w regionie słupskim w latach 1980–1983, Słupsk 2005.

## Odznaczenia
- Krzyż Wolności i Solidarności[6] - 2016
- Złoty Krzyż Zasługi - 1978
- Medal Pro Patria[7] - 2013
- Medal Pro Bono Poloniae[8] - 2020
- Złoty Medal XXX-lecia Okręgu Pomorskiego Światowego Związku Żołnierzy Armii Krajowej - 2020